# Das Kabinett des Dr. Larifari
Das Kabinett des Dr. Larifari ist ein deutscher Tonfilm aus dem Jahr 1930. Regisseur ist Robert Wohlmuth. Der Film wurde auch unter dem Alternativtitel: „Tausend Worte (Anm.) Ulk“ vertrieben.

## Zum Titel
Der Titel wurde sechs Jahre zuvor schon einmal für einen deutschen Spielfilm verwendet. Es handelt sich dabei um den Marionettenfilm „Die große Liebe einer kleinen Tänzerin“, den Alfred Zeisler 1924 mit den Puppenspielern der Powell-Schwiegerling-Co. realisierte. Er wählte dafür als Arbeitstitel „Das Kabinett des Dr. Larifari“, nach einer Figur des Films, dem Zauberer Dr. Larifari, die deutliche Anklänge an Robert Wienes „Caligari“-Figur von 1920 zeigt.

## Handlung
Die drei Freunde Paul, Max und Carl sind pleite. Um sich zu sanieren, beschließen sie Großes zu wagen, nämlich ins neumodische Tonfilmgeschäft einzusteigen und gemeinsam eine Produktionsgesellschaft zu gründen. Und weil sie drei sind, nennen sie diese: Die Trio-Film. Aber dem Trio mangelt es zunächst erst noch an einem brauchbaren Drehbuch. Erste Ideen werden durchgespielt, aber schnell wieder verworfen. Als man sich schließlich auf einen Familienfilm geeinigt hat, beginnen die Dreharbeiten im Atelier, wobei die frischgebackenen Produzenten jedoch mit ihrer Unbekümmertheit bald für völliges Chaos sorgen, bis auch das Personal streikt und alles zusammenbricht. Am Ende sind die drei zwar um einige Erfahrungen reicher, jedoch wieder so abgebrannt wie zuvor.

## Stil und Einfluss
Film-im-Film-Komödie, in der das Berliner Kabarett der Weimarer Republik und seine Größen eine letzte Apotheose vor der „Machtergreifung“ 1933 erleben. Der Titel nimmt parodistisch Bezug auf Robert Wienes berühmten expressionistischen Stummfilm Das Cabinet des Dr. Caligari von 1920. Nur tritt hier in den einzelnen vorgespielten Szenen, die eine das Filmgeschäft karikierende Rahmenhandlung zusammenhält, an die Stelle des absurden Grusels ein nicht minder absurder, dafür aber befreiender Humor von durchaus selbstreferentieller Qualität.
Dass das neue Medium Tonfilm sich, kaum flügge geworden, gleich selbst kritisch reflektiert, ist mit dem „Kabinett“-Film keine singuläre Erscheinung.
Auch Max Ophüls gestaltete 1930 seine Tonfilm-Operette Die verliebte Firma als eine „Satire über das Filmemachen“, er hatte „sichtlich Spaß an der Persiflage diverser Filmtypen und Rollenklischees“.
Die „Freiheit des absurden Humors“ im Kabinett des Dr. Larifari besteht nicht zuletzt darin, dass hier so ziemlich alles parodiert wird, was an Stilen, Stereotypen und Stars im deutschen Film zuvor Kasse gemacht hatte: Von der Welle der „Rhein- und Wein-“ und der „Wien-“ und „Sängerfilme“ bis hin zum Umgang mit den aktuellen Publikumslieblingen, den Stars selbst.
Die Komik entsteht dabei durch Selbstreflexivität, durch „Ausflüge in Wunsch- und Parallelwelten“, bei denen mit Realität und Fiktion, mit gesellschaftlichen Konventionen und tradierten Geschlechterrollen eher spielerisch umgegangen wird.
Und die Zuschauer von 1930, die in die Kinos strömten, konnten offenbar mit dieser Art von Komik umgehen, konnten sie verstehen und genießen.

## Ausführende
Den Film zeichnet ein einmaliges Aufgebot an hochkarätigen Kabarettdarstellern aus, das ihn noch heute über seinen bloßen Unterhaltungswert hinaus zu einem Zeitdokument macht: Zu sehen und zu hören sind die austrojüdische comedienne Gisela Werbezirk als meschuggene Schriftstellerin Hedda Mutz-Kahla, der Schauspieler und Kabarettist Willy Prager in der Rolle eines Patienten, beide Verfolgte des NS-Regimes, dazu die Soubrette Alice Hechy als Ehefrau und der altgediente Komiker Karl Harbacher als Kellner Leopold. Die beiden Kabarettisten Paul Morgan und Max Hansen und der Tenor Carl Jöken spielen sich – in mehreren wechselnden Rollen – selbst.
Auch die Musiknummern sind auf der Höhe der Zeit: Sie werden von der seinerzeit wohl 'heißesten' deutschen Jazzkapelle, den ‚Weintraubs Syncopators‘ des ‚drummers‘ Stefan Weintraub gespielt.
Es sind Kompositionen von Robert Stolz, Franz Wachsmann und Max Hansen.
Die Liedtexte verfassten ebenfalls Erste Kräfte ihres Fachs: Robert Gilbert, Max Hansen, Armin Robinson und der kabarett-erfahrene Conférencier Paul Nikolaus.
Musik-Titel: „Die Ballade einer deutschen Stadt“, „Ewige Liebe gibt’s nur im Roman!“ (Wachsmann/Gilbert, Robinson), „Mein kleiner Bruder träumt von Ihnen Tag und Nacht“ (Stolz/Hansen). Sie erschienen auch auf Industrieschallplatten (Grammophon/Electrola).
Der Tenor Carl Jöken trägt die Ballade „Der Erlkönig“ (Schubert) und die Arie des Vasco da Gama „Land so wunderbar“ aus „Die Afrikanerin“ (Meyerbeer) vor.

## Stilbildende neue Technologie
Der Aufmerksamkeitswert, den der „Blick ins Tonfilmatelier“ damals beim Publikum aufgrund der technischen Neuheit des Mediums erzielte, spiegelt sich in mehreren Produktionen dieser Zeit wider, z. B. in Max Ophüls’ musikalischer Komödie Die verliebte Firma oder in Alfred Zeislers Krimi Der Schuß im Tonfilmatelier, beide im gleichen Jahr (1930) wie das Kabinett entstanden und wie dieses im Filmmilieu spielend.

## Zeitgenössische Kritik
Drei Künstler, die das Publikum Berlins von Bühne, Kabarett und Film her kennt, drei Namen, die von der Schallplatte, vom Radio und vor allem vom Film her im ganzen Reich mit der Assoziation eines Schmunzelns bekannt sind – Paul Morgan, Max Hansen und Carl Jöken – sind das unternehmende und ausführende „Trio“ dieses Tonfilms.
Der Aufbau des Triofilms ist von einem ganz neuen Genre. Nachdem Operette und Revue erobert worden sind, gibt es nun hier das „Tonfilm – Kabarett der Komiker“. Die Handlung gliedert sich in einzelne Parodien und Tonfilmglossen. Sehr hübsch ist die Eingangs-Conférence, die dem Publikum gleich verständlich macht, dass es ein originelles Kunterbunt, einen Ferienulk seiner drei Lieblinge vor sich hat.
Zuerst müssen die Direktoren der Branche daran glauben, und wie unsere drei, die für ihre schwere Gage immer so schwer arbeiten müssen, sich das Leben in einer Filmdirektion vorstellen, das ist so offensichtlich parodistisch und nett gemacht, dass trotz einiger Breiten jedes Publikum Vergnügen daran haben wird. Da sie nun „Film im Film“ nach der Mode dieser Saison machen, parodieren unsere drei Komiker dann alles, was im Tonfilm Erfolg hatte.
p.: Das Kabinett des Dr. Larifari. In: Lichtbild-Bühne, Nr. 184, 2. August 1930.

## Tondokumente
(Aufnahmen auf Industrieschallplatten)
- Mein kleiner Bruder träumt von Ihnen Tag und Nacht. Lied und Slowfox (Rob. Stolz u. M. Hansen) a.d.Tonfilm “Das Kabinett des Dr. Larifari”. Bernard Etté und sein Orchester, Refrain: Kurt Mühlhardt. Kristall Best.Nr. 3100 (mx. C 575.1) September 1930
- Mein kleiner Bruder träumt von Ihnen Tag und Nacht. Lied und Slowfox (Rob. Stolz u. M. Hansen) a.d.Tonfilm “Das Kabinett des Dr. Larifari”. Max Hansen mit Paul Godwin-Orchester. Grammophon 23 170 (mx. 1327 bn)
- Die Ballade einer deutschen Stadt (W. Kadenis u. M. Hansen) Max Hansen mit Paul Godwin-Orchester. Grammophon 23 182 (mx. 874 ½ bd)
- Ewige Liebe, das gibt’s nur im Roman (F. Wachsmann / Gilbert / Robinson), English Waltz from the film DAS KABINETT DES DR. LARIFARI, 1930, performed by Weintraubs Syncopators. Electrola E.G.1423 (mx. BLR 5519-I)

## Abbildungen
- Original-Kinoplakat “Das Kabinett des Dr. Larifari”, Offset 1930 (142 × 95 cm)
- Berliner Filmkurier # 1420: Das Kabinett des Dr. Larifari, Max Hansen, Paul Morgan
- Carl Jöken, Max Hansen und Paul Morgan (Standphoto)
- Max Hansen dirigiert die Weintraubs (Standphoto)